# Cros-de-Montvert
Cros-de-Montvert es una comuna francesa situada en el departamento de Cantal, en la región de Auvernia-Ródano-Alpes.

## Demografía
| 425 | 370 | 305 | 253 | 261 | 225 | 191 |
| Para los censos de 1962 a 1999 la población legal corresponde a la población sin duplicidades (Fuente: INSEE [Consultar]) |     |     |     |     |     |     |